# Euphrictus
Euphrictus là một chi nhện trong họ Theraphosidae.

## Các loài
Chi này gồm các loài:
- Euphrictus spinosus Hirst, 1908
- Euphrictus squamosus (Benoit, 1965)